# Beaumont-Monteux
Beaumont-Monteux là một xã thuộc tỉnh Drôme trong vùng Auvergne-Rhône-Alpes đông nam nước Pháp. Xã Beaumont-Monteux nằm ở khu vực có độ cao trung bình 120 mét trên mực nước biển.